# Президентские выборы в Сомалиленде (2003)
Первые президентские выборы в Сомалиленде прошли 14 апреля 2003 года. В результате с небольшими перевесом победил Дахир Риял Кахин. Основная оппозиция поначалу отвергла результаты, что привело к волнениям и последующему запрещению публичных протестов сроком на 10 дней, начиная с 22 апреля. 11 мая 2003 года Верховный суд утвердил результаты. 16 мая Кахин был приведён к присяге и стал первым демократически избранным президентом Сомалиленда.

## Результаты
| Дахир Риял Кахин — Объединённая народная демократическая партия               | 205 595 | 41,23 |
| Ахмед Силаньо — Партия мира, единства и развития                              | 205 515 | 41,21 |
| Фейсал Али Варабе — За справедливость и развитие                              | 77 433  | 15,52 |
| Действительных голосов                                                        | 488 543 | 98,0  |
| Недействительных бюллетеней                                                   | 10 096  | 2,0   |
| Всего                                                                         | 498 639 | 100,0 |
| Источник: African elections Архивная копия от 17 июля 2011 на Wayback Machine |         |       |